# 大岡忠正
大岡 忠正（おおおか ただまさ）は、江戸時代後期の大名、武蔵岩槻藩第5代藩主。大岡忠房家8代当主。

## 経歴
天明元年9月15日（1781年10月31日） 、伊勢八田藩第3代藩主・加納久周の三男として生まれる。寛政8年（1796年）10月16日、従兄にあたる岩槻藩第4代藩主・大岡忠烈の養子となる。同年11月7日、第11代将軍徳川家斉に拝謁する。同年12月20日、従五位下・主膳正に叙任する。
寛政9年（1797年）3月29日、忠烈の隠居にともない家督を譲られ、大岡忠正と名乗る。寛政12年（1800年）4月3日、日光祭礼奉行を命じられる。同年12月25日、奏者番に就任する。
学問・武芸の振興のために文化8年（1811年）、藩士の児玉南柯の私塾であった遷喬館を藩校として勤学所と改名すると、武芸稽古場を隣に設け文武両道を奨励している。
忠正は男子がいなかったため、実弟の鈴木大学を養子として大岡忠固と名乗らせ、後継に据えた。文化13年（1816年）、死去。享年36。

## 系譜
父母
- 加納久周（実父）
- 禎（実母） - 加納久堅の養女、松平信礼の娘
- 大岡忠烈（養父）

正室
- 栄 - 水野忠鼎の娘

子女
- 米 - 井上正瀧正室
- 内藤正縄正室、生母は栄

養子
- 大岡忠固 - 久周の五男